# TBS (amerikansk TV-kanal)
För andra betydelser, se TBS.
TBS är en amerikansk kabel-, satellit- och TV-kanal, lanserad den 17 december 1976. Kanalen har sitt fokus på komedi, tillsammans med sportevenemang, inklusive Major League Baseball och delar av NCAA Men's Division I Basketball Championship.
Turner Broadcasting System äger kanalen och delar även namn som kanalen.